# عملية الثبات
كانت عملية الثبات (بالإنجليزية: Operation Fortitude) الاسم الرمزي لعملية خداع عسكري خلال الحرب العالمية الثانية وظفتها دول الحلفاء كجزء من إستراتيجية الخداع الشاملة (المُسماة رمزياً عملية الحارس الشخصي) خلال الإعداد لإنزال النورماندي عام 1944. وقد قُسمَت العملية إلى عمليتين فرعيتين، هما عملية الثبات الشمالية وعملية الثبات الجنوبية، بهدف تضليل القيادة الألمانية العليا بموقع الغزو.
شملت كلتا الخطتين لعملية الثبات إنشاء جيوش ميدانية وهمية (والتي تمركزت في أدنبره وجنوب إنجلترا) وهددت بغزو النرويج عبر (عملية الثبات الشمالية) وغزو ممر كاليه (عملية الثبات الجنوبية). كانت العملية تهدف إلى صرف انتباه قوى المحور بعيداً عن النورماندي، حتى بعد وقوع الغزو في 6 يونيو 1944، وذلك لتأخير التعزيزات الألمانية من خلال إقناع الألمان بأن عمليات إنزال النورماندي كانت مجرد هجوم مُضلل.

## خلفية تاريخية
كانت عملية الثبات إحدى العناصر الرئيسية لعملية الحارس الشخصي، وهي حيلة الخداع الشاملة للحلفاء المُعدة لإنزال النورماندي. كان الهدف الأساسي للحارس الشخصي هو ضمان عدم تعزيز الألمان لوجود قواتهم في النورماندي عبر الترويج للمواقع الأخرى التي ستهاجمها قوات الحلفاء ظاهرياً. وبعد وقوع الغزو (في 6 يونيو 1944)، كانت الخطة تهدف إلى تأخير تحرك قوات الاحتياط الألمانية إلى رأس جسر نورماندي ومنع وقوع هجوم مضاد من الممكن أن يتسبب في كارثة. كانت عملية الثبات تهدف إلى تعزيز الأهداف البديلة كالنرويج وكاليه.
أشَرَفَ قسم مراقبة لندن (LCS) على التخطيط للعملية، وهو جهاز سري أُسس لإدارة إستراتيجية الخداع لدى الحلفاء خلال الحرب. ومع ذلك، وقع تنفيذ كل خطة حسب القادة المتعددين لغُرف العمليات، وفي حالة عملية الثبات، كانت القيادة العليا لقوات لحلفاء (SHAEF) تحت إمرة الجنرال دوايت أيزنهاور. حيث أسَسَت قسم عمليات ب، وهو قسم خاص، للتعامل مع العملية (وجميع خطط خداع مسرح العمليات الحربية). في حين ظل قسم مراقبة لندن مُحتفظاً بالمسؤولية عما جرت تسميته «الوسائل الخاصة»؛ أي توظيف القنوات الدبلوماسية والعُملاء المزدوجون.
قُسْمَت عملية الثبات إلى قسمين، عملية الثبات الشمالية وعملية الثبات الجنوبية، وكلتاهما لها أهداف مماثلة. كانت عملية الثبات الشمالية تَهدف إلى إقناع القيادة الألمانية بأن قوات الحلفاء، المتمركزة في اسكتلندا، ستحاول غزو النرويج المحتلة. واستخدمت عملية الثبات الجنوبية التكتيك ذاته، وكان الهدف الواضح لعملية الغزو هو ممر كاليه.

## تخطيط العملية
كان تخطيط العملية ظاهرياً، من مسؤولية نويل وايلد وموظفيه في قسم عمليات (ب). ومع ذلك، قُسمَ تنفيذ العمل بين نويل وايلد ورؤساء قسمي مراقبة لندن و (ب 1 أ) «شعبة الاستخبارات المضادة للمكتب الخامس البريطاني». وقد بدأ التخطيط للعملية في ديسمبر عام 1943، تحت الاسم الرمزي ميسبوت (Mespot) أولاً. لكن ونستون تشرشل رئيس الوزراء البريطاني اعتبره غير مناسب ولذلك اعتُمد اسم الثبات في 18 فبراير.

## خطة الثبات الجنوبية
أصدر وايلد النسخة الأولى لخطة عملية الثبات الجنوبية (Fortitude South) في أوائل يناير عام 1943 بهدف مواجهة احتمال أن يُلاحظ الألمان تحضيرات الغزو في جنوب إنجلترا. وكان الغرض منها هو خلق انطباع بأن غزواً سيستهدف ممر كاليه في منتصف شهر يوليو. وحينما يقع الغزو الفعلي، ستُبقي ست فرق وهمية التهديد بغزو كاليه نشطاً. وأُسند إلى قوة الغزو - مجموعة الجيش الحادي والعشرون بقيادة الجنرال برنارد مونتغمري، مهمة تنفيذ خطة الثبات الجنوبية، على المستوى العملياتي.
تسبب هذا في مشكلة، في تصور العقيد ديفيد سترانغوايز، رئيس قسم القوة ر التابع لمونتغمرى. ففي نظر كريستوفر هارمرز من قسم عمليات (ب)، كان لدى سترانغوايز نفس غطرسة قائده. والأكثر من ذلك، كان له رأى سلبى بخصوص إنشاء حكومة لندن لنوادى «الكبار» مثل قسمى عمليات ب ومراقبة لندن. ولم يكن راضياً عن فكرة مخطط «الثبات الجنوبية»، حيث عمد إلى، «الاستخفاف بتنظم عمليات الخداع الراسخة»، على حد تعبير «هارمرز». ركزت انتقادات سترانغوايز على أن الخطة هدفت إلى إخفاء نوايا الحلفاء الحقيقية، بدلاً من خلق تهديد حقيقي بغزو كاليه. لم تكن هذه هي المعضلات الوحيدة، ولم يكن سترانغوايز الوخيد الذي انتبه لها. فإذا كان بمقدور الألمان الجزم بجاهزية الحلفاء في جنوب غرب إنجلترا، فإنهم سيتوقعون غزوًا في أوائل يونيو، مما سيمنحهم عدة أسابيع لهزيمة أي رأس جسر والتحول إلى الدفاع عن كاليه.

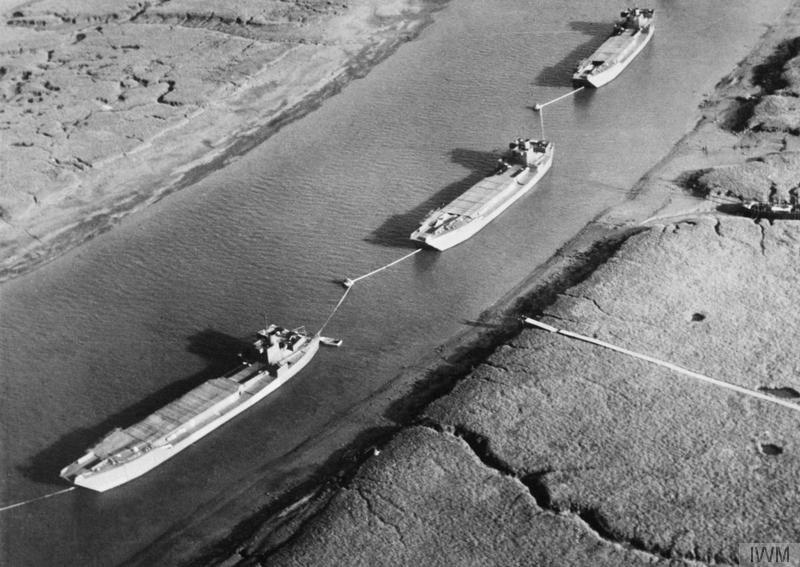
مركبات إنزال وهمية

في 25 يناير، بعث فرانسيس دي غينغاند رئيس هيئة الأركان التابعة لمونتغومري رسالة إلى مُخططي عمليات الخداع يطلب فيها، ضمن مطالب أخرى، بالتركيز على ممر كاليه بوصفه مكان الهجوم الرئيسي. وكان من المؤكد تقريباً أنه أرسلها بناء على توصية سترانغوايز. ولأن هذه الانتقادات كانت تحت تصرف وايلد، فقد تمخض عنها مشروعه النهائي لعملية الثبات الجنوبية. وفي هذه الخطة المعدلة، الصادرة في 30 يناير ووافق عليها قادة الحلفاء في 18 فبراير، ستوضع خمسين فرقة في جنوب إنجلترا لمهاجمة ممر كاليه. وبعد حدوث عملية الإنزال الفعلية، ستتغير الرواية، وذلك بالإيحاء إلى الألمان أن العديد من الفرق الهجومية الباقية في إنجلترا جاهزة للقيام بهجوم عبر القناة الإنجليزية ما إن يسترعى رأس جسر النورماندي انتباه الدفاعات الألمانية بعيداً عن كاليه. ظلت الخطة محتفظة ببعض صيغتها السابقة، ومن أبرزها أن الجزء الأول من القصة ما زال يهدف إلى اقتراح وقوع تاريخ الغزو في منتصف يوليو. كان سترانغوايز مازال متشائماً. فقد أشار إلى صعوبة إقناع الألمان بوجود العديد من الفرق الوهمية، والأصعب من ذلك إقناعهم بقدرة مونتغمري على إدارة هجومين كاملين في ذات الوقت. حددت خطة وايلد عشر فرق للهجوم على كاليه، ست منها مزيفة والباقي حقيقي ومنها الفيلق الأمريكي الخامس والفيلق البريطاني الأول. ومع ذلك، فإن هذين الفيلقين سيكونا جزءًا من خطة الغزو الفعلي للنورماندي، لذا سيكون من الصعب الإشارة إلى أن كاليه هي موقع الهجوم الرئيسي بعد إنزال اليوم-دي. كانت مخاوف سترانغويز الأخيرة تتعلق بالجهد المطلوب للخداع المادى، حيث دعت الخطة إلى زيادة مرات تحركات القوات ومركبات الإنزال الوهمية.
كانت اعتراضات سترانغوايز شديدة لدرجة أنه رفض تنفيذ معظم عمليات الخداع المادي. ونشب بينه وبين قسم عمليات (ب) صراع على السلطة، طوال شهر فبراير ومطلع مارس، يتعلق بمن لديه السلطة لتنفيذ كل جزء من خطة الخداع. دعم مونتغمري رئيس قسمه للخداع بقوة، وهكذا سادت الأمور لسترانغوايز بالنهاية. وفي اجتماع 23 فبراير بين القوة ر وقسم عمليات (ب)، مزق سترانغوايز نسخة من الخطة، قاضياً بعدم جدواها، ومعلناً أنه سيعيد كتابتها من الصفر.

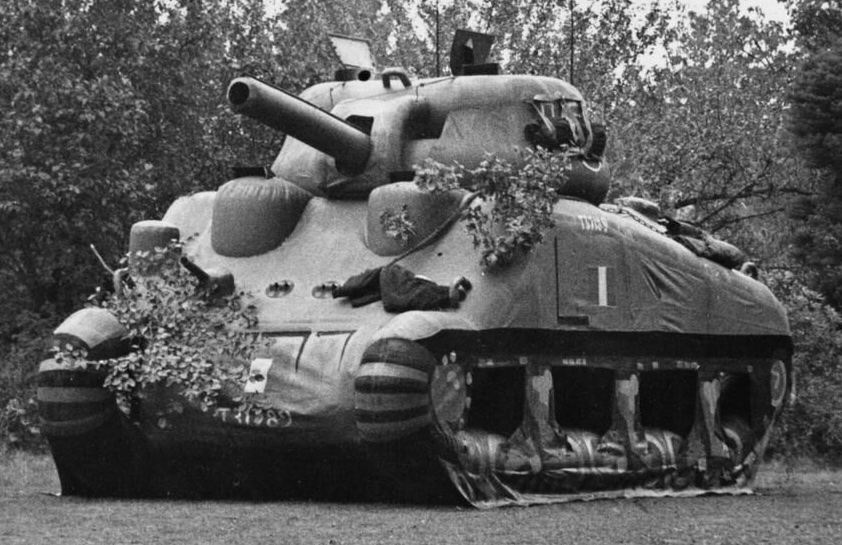
دبابة شيرمان مزيفة

كان مُخططى عمليات الخداع الأساسيون في ريبة من إعلان سترانغوايز، مفترضين أنه سيُعيد تقديم الخطة الحالية ببعض التعديلات. ومع ذلك، فقد عرض عملية مُعاد كتابتها كما ينبغى، والتي وصفها هارمرز، بأنها «مثيرة للدهشة».
افترضت خطة سترانغويز المُنقحة لعملية الثبات الجنوبية في سترانغوايز تفعيل جيشاً ميدانياً جديداً بالكامل. كانت مجموعة جيش الولايات المتحدة الأول (FUSAG) عبارة عن تشكيل هيكلى تشكل لأغراض إدارية، ولكن لم يُستخدم من قبل. ومع ذلك، فقد اكتشف الألمان وجوده من خلال اعتراض الاتصالات اللاسلكية. اقترح سترانغوايز تفعيل هذه الوحدة، مع سلسلة من التشكيلات المزيفة والحقيقية، للتغلب على معضلة مونتغمري في التعامل مع غزوين. وعلاوة على ذلك، اقترح أن يمثل هذا الجيش تهديد الحلفاء الرئيسي للألمان، والذين سيتوقعوا قيامه بعمليات إنزال حول كاليه. وبمجرد حدوث عملية نيبتون والإنزالات العسكرية، يجب أن يظهر ذلك كأنه غزو مُضلل لصرف انتباه المدافعين الألمان عن الهجوم الرئيسي لمجموعة جيش الولايات المتحدة الأول.
جاءت خطة الثبات الجنوبية الجديدة مصحوبة بست خطط فرعية، تخت الاسم الرمزى الزئبق، مع إجراءات تنفيذ محددة.

## الوسائل الخاصة

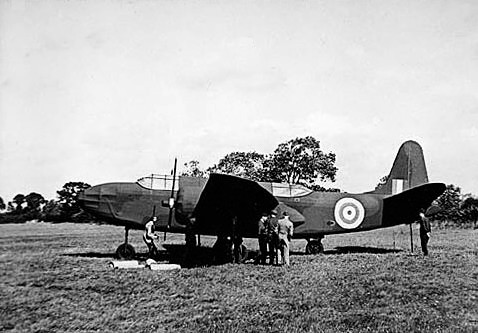
طائرة وهمية، على شكل طراز دوغلاس ايه-20 هافوك، أكتوبر 1943

طور الحلفاء عدد من المنهجيات لتطوير عمليات الخداع، المُشار إليها باسم «الوسائل الخاصة». والتي شملَت على مجموعات من الخداع المادي والنشاط اللاسلكي الزائف والتسريبات عبر القنوات الدبلوماسية واستخدام العُملاء المزدوجين. استخدمت عمليتا الثبات كل هذه التقنيات بدرجات متفاوتة. فعلى سبيل المثال، اعتمدت عملية الثبات الشمالية على البث اللاسلكي بدرجة كبيرة (اعتقد الحلفاء أن اسكتلندا بعيدة جداً عن نطاق الاستطلاعات الألمانية)، في حين استخدمت عملية الثبات الجنوبية شبكة الحلفاء من العُملاء المزدوجين.
1 -	الخداع المادي: استُخدمّ لتضليل العدو بوحدات غير موجودة ببنية تحتية ومعدات وهمية، مثل مركبات الإنزال الوهمية والمطارات الزائفة، والأنوار الخادعة.
2 -	تسريب مُحكم للمعلومات عبر القنوات الدبلوماسية، والتي قد تصل إلى الألمان من خلال الدول المحايدة.
3- الاتصالات اللاسلكية: اُبتكرت حركة اتصالات لاسلكية لمحاكاة الوحدات الفعلية، وذلك لتضليل العدو.
4 -	استخدام عناصر ألمانية يسيطر عليها الحلفاء وفق نظام مكافحة التجسس أو الاستخبارات المضادة (XX System). لإرسال معلومات مزيفة إلى أجهزة الاستخبارات الألمانية.
5 -	الحضور العام للموظفين البارزين المرتبطين بالمجموعات الوهمية مثل مجموعة جيش الولايات المتحدة الأول، وأبرزهم الجنرال الأمريكي الشهير جورج باتون.

## العُملاء المزدوجون
كانت إحدى قنوات الخداع الرئيسية للحلفاء استخدام العُملاء المزدوجين. حيث قام قسم ب 1 أ (قسم مكافحة الاستخبارات في المكتب الخامس) بعمل جيد باعتراض كل عُملاء الألمان في بريطانيا. وجُندَ العديد منهم كعُملاء مزدوجين في إطار نظام الاستخبارات المضادة وكان أهم ثلاثة عُملاء مزدوجين خلال عملية الثبات هُم:
- خوان بوجول غارسيا (غاربو)، مواطن إسباني نجح في أن تجنده الاستخبارات الألمانية، فأرسل لهم من لشبونة معلومات وفيرة لكن مقنعة، إلى أن قبل الحلفاء عرضه ووظفه البريطانيون. وقد أنشأ شبكة من 27 عميل فرعى ليس لهم وجود بحلول وقت عملية الثبات، بحيث دفع الألمان مبالغ كبيرة من الأموال بشكل منتظم إلى الخزانة البريطانية بدون قصد، ظناً منهم أنهم كانوا يمولون شبكة موالية لهم. وقد حصل غاربو على كلاً من الصليب الحديدي من الألمان ورتبة الإمبراطورية البريطانية (MBE) من البريطانيين بعد اليوم-دي.
- رومان تشيرنياسكي (بروتوس)، ضابط بولندي كان يدير شبكة تجسس للحلفاء في فرنسا المحتلة. قَبَض عليه الألمان، وعرضوا عليه فرصة للعمل معهم كجاسوس. لكن بمجرد وصوله إلى بريطانيا، اتخذ جانب الاستخبارات البريطانية.
- دوسان بوبوف (تريسكل)، محام يوغوسلافي.

## عملية الثبات الشمالية

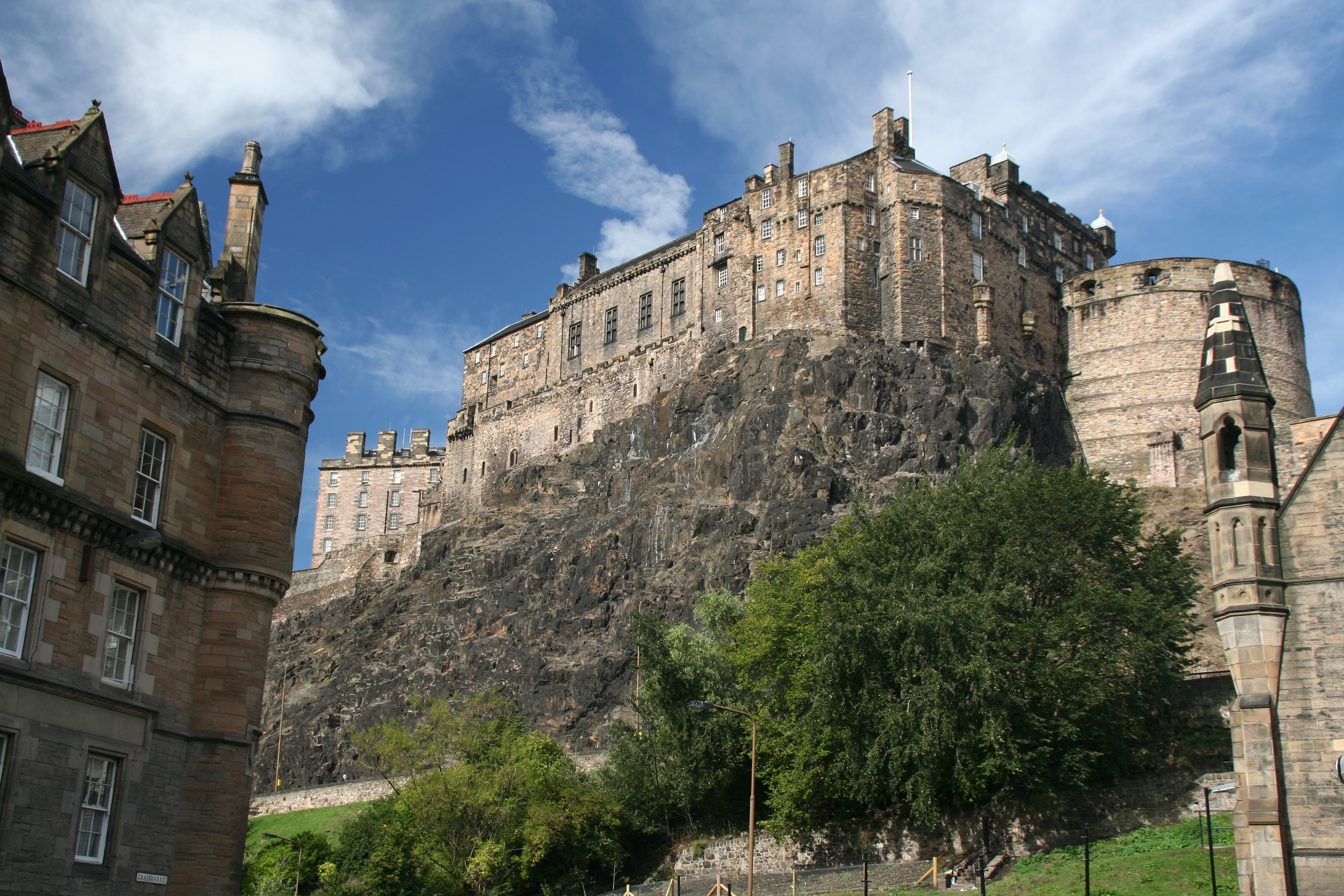
كانت قلعة إدنبرة، مقر الجيش البريطاني الرابع الوهمى خلال عملية الثبات

صُممت عملية الثبات الشمالية (Fortitude North) لتضليل الألمان بجعلهم يتوقعوا غزواً للنرويج. كان الحلفاء يأملون عبر تهديد كل الدفاعات النرويجية الضعيفة، في منع أو تأخير التعزيزات الألمانية في فرنسا بعد غزو النورماندي. تضمنت الخطة محاكاة إنشاء قوات في شمال إنجلترا والتواصل السياسي مع السويد.
خلال عملية مماثلة، عملية الشريط، في عام 1943 تأسس (الجيش البريطاني الرابع) وهو جيش ميداني وهمي، كان مقره في قلعة إدنبرة. وقد تقرر مواصلة استخدام نفس هذه القوة خلال عملية الثبات. وخلافاً لعملية الثبات الجنوبية، فقد اعتمدت خطة خداع عملية الثبات الشمالية بالأساس على «الوسائل الخاصة» وحركة الاتصالات اللاسلكية الزائفة، حيث كان من غير الراجح افتراض إمكانية وصول طائرات الاستطلاع الألمانية إلى اسكتلندا. أُبلغ العميلان المزدوجان «مَت» و«جيف» الألمان بمعلومات مزيفة عن وصول قوات في المنطقة، واللذان كانا قد استسلما عقب هبوطهما في بوغاز موراى فيرث في اسكتلندا عام 1941، بينما تعاونت وسائل الإعلام البريطانية ببث معلومات مزيفة، مثل نتائج كرة القدم أو إعلانات حفلات الزفاف،  كانت عملية الثبات الشمالية ناحجة جداً لدرجة أنه في آخر ربيع 1944، كان لدى هتلر ثلاثة عشر فرقة عسكرية في النرويج.
وفي أوائل ربيع عام 1944، هاجمت قوات المغاوير البريطانية أهدافاً في النرويج لمحاكاة الاستعدادات للغزو. فقد دمروا أهداف صناعية، مثل مرافق الشحن والطاقة، وكذلك الثكنات العسكرية. بالتزامن مع زيادة النشاط البحري في البحار الشمالية والضغط السياسي على دولة السويد المحايدة.

## عملية سكاي
كانت عملية سكاي الاسم الرمزي لعنصر الخداع اللاسلكي لعملية الثبات الشمالية، مُتضمنة مُحاكاة لحركة اتصالات لاسلكية بين وحدات جيش صورية. بدأ ذلك البرنامج في 22 مارس 1944، وأشرف عليه العقيد آر. إم. ماكليود، وأصبح كامل التشغيل بحلول السادس من أبريل. وقد قُسمت عملية سكاى إلى أربعة أقسام مرتبطة بفرق مختلفة للجيش الرابع البريطاني:
- سكاي الأولى: مقرات الجيش الرابع
- سكاي الثانية: الفيلق البريطاني الثاني
- سكاي الثالثة: الفيلق الخامس عشر الأمريكي (تشكيل حقيقي، ولكن معه وحدات وهمية مُنضمة إلى قوات الغزو)
- سكاي الرابعة: الفيلق البريطاني السابع.

خلَص روجر فليتوود-هيسكيث، والذي كان عضوًا في قسم عمليات (ب)، في كتابه «الثبات: حملة خداع اليوم-دي»، الصادر عام 2000، إلى أنه «لم يُعثر حتى الآن على دليل يثبت أن الخداع اللاسلكي أو التضليل المرئي صنع أي مساهمة لعملية الثبات الشمالية». حيث يُعتقد أن الألمان لم يكونوا في الواقع يراقبون حركة الاتصال اللاسلكي التي جرى مُحاكاتها.

## عملية الثبات الجنوبية
استخدمت عملية الثبات الجنوبية خداعاً مُماثلاً في جنوب إنجلترا، مُهددةً بغزو ممر كاليه من خلال مجموعة الجيش الأمريكي الأولى الوهمي (FUSAG). لاسيما وأن فرنسا كانت جوهر خطة الحارس الشخصي. كخيار منطقي للغزو، بحيث اضطرت قيادة الحلفاء العليا إلى تضليل الدفاعات الألمانية في منطقة جغرافية صغيرة جدًا. بينما قَدم ممر كاليه عددًا من المزايا كموقع الغزو المنشود، مثل أقصر طريق لعبور القناة الإنجليزية وأسرع طريق إلى ألمانيا. ونتيجة لذلك، اتخذت الألمانية القيادة، خاصة روميل، خطوات لتحصين هذه المنطقة الساحلية بشكل كبير. قرر الحلفاء تضخيم هذا الاعتقاد بالإنزال في كاليه.
كان الجنرال برنارد مونتغمري، قائد قوات إنزال الحُلفاء، يعلم أن الجانب الحاسم لأي غزو هو القدرة على بناء رأس جسر على طول جبهة كاملة. كان لديه أيضًا فرق محدودة فقط في قيادته، 37 مُقارنة مع حوالي 60 من التشكيلات الألمانية. كانت الأهداف الرئيسية لعملية الثبات الجنوبية هي الإيحاء بوجود قوة غزو أكبر مما يُعتقد، مُتمثلة في الجيش الأول الأمريكي الوهمي في جنوب شرق إنجلترا، وذلك لتحقيق المُفاجأة التكتيكية لإنزال النورماندي، بحيث عندما يقع الغزو، يظن الألمان أنه هُجوم مُضلل وأن الإنزال الحقيقي سيقع عند كاليه.

## عملية الزئبق

الرمز الخاص بمجموعة الجيش الأول الامريكي الوهمي

كانت عملية الزئبق (Operation Quicksilver) العنصر الرئيسي لخطة الثبات الجنوبية. فقد تطلب الأمر بث الاعتقاد في نفوس الألمان بأن قوات الحلفاء تتألف من مجموعتين من الجيوش، مجموعة الجيش الحادي والعشرين بقيادة مونتغمري (وهي قوة غزو نورماندي الحقيقية)، ومجموعة الجيش الأول الأمريكي الوهمي (وهي قوة مزيفة تحت قيادة الجنرال جورج باتون)، والمتمركزة في جنوب شرق إنجلترا لعبور ممر كاليه.
في معظم الأحيان كان الألمان يزودون بوثائق مزيفة تصف خطط الغزو. وعوضاً عن ذلك سُمح لهم باستنتاج مُخادع عن قوام القوات المُعدة للقتال لدى الحلفاء. وذلك لأجل شن غزو ضخم على أوروبا من خلال إنجلترا، لم يكن لدى المخططين العسكريين أي خيارات سوى إعداد وحدات عسكرية في جميع أنحاء البلاد مع تلك التي ستصل أولاً إلى أقرب نقطة عبور. وكنتيجة لتمركز مجموعة الجيش الأول الأمريكي في جنوب شرق إنجلترا، كانت الاستخبارات الألمانية ستستنج (وبالفعل استنجت) أن قوام قوة الغزو رابضة في محاذاة كاليه، ألا وهي النقطة الأقرب إلى إنجلترا على الساحل الفرنسي وبالتالي تُعد منطقة إنزال مُحتملة.
ولتيسير مهمة الخداع هذه، شُيدت مبان إضافية؛ ووضعت طائرات ومركبات إنزال وهمية حول نقاط العبور المُحتملة. كما أجرى الجنرال باتون العديد من الزيارات المصورة إلى هذه المنشآت. وخلافاً لما أُشيع، لم يكن هناك استخدام للمركبات الوهمية الأخرى، مثل الدبابات القابلة للنفخ، ويرجع السبب ذلك في جزء كبير منه إلى رفض سترانغويز تنفيذ الخداع المادي على نطاق واسع. حيث يُعتقد أن الجيش شجَع فكرة أن هذه الدُمى كانت تُعد للاستخدام لصرف الانتباه بعيداً عن بعض وسائل الخداع الأخرى، مثل العُملاء المزدوجين. وعلى أي حال، فقد بالغ الحلفاء في تقدير قدرات الألمان على قيامهم باستطلاع جوي، ونتيجة لذلك لم يُنشئ الكثير من النماذج الوهمية نهائياً. في حين صورّ باتون وهو يزور هذه النماذج المصطنعة في مناسبات عادية.
وقد تتطلب خداع بمثل هذا الحجم مُساهمة العديد من المنظمات، بما في ذلك المكتب الخامس والمكتب الساس (جهاز الاستخبارات البريطاني) والقيادة العليا لقوات الحلفاء من خلال قسم عمليات (ب) ومؤسسات الخدمات العسكرية. في حين نَظمّ ووجه قسم مُراقبة لندن المعلومات من مختلف أقسام عمليات الخداع تحت إدارة العقيد جون بيفان.

## عملية الثبات الجنوبية الثانية
استلم قسم عمليات (ب) مسؤلية عملية الثبات الجنوبية من قسم القوة (ر) في العشرين من يوليو. وقد بدأ موظفو القسم في وقت سابق من الشهر الماضى، في العمل على مُتابعة العملية. تمحورت قصتهم الجديدة حول فكرة أن أيزنهاور قرر تحقيق النصر على الألمان من خلال رأس الجسر القائم. ونتيجة لذلك، انفصلت عناصر من مجموعة الجيش الأول الأمريكي وأُرسلت لتعزيز قوات غزو النورماندي وعوضاً عنها شُكلت مجموعة ثانية، أصغر، وهي مجموعة الجيش الثاني الأمريكي (SUSAG) كاستمرار لتهديد ممر كاليه.
واجهت الخطة بعض الانتقادات؛ أولاً وفي البداية، كانت هناك مُعارضة لإنشاء العديد من التشكيلات الوهمية الأمريكية في مقابل نقص القوى البشرية المعروف في أمريكا. وثانياً، فقد خَفَضَت الخطة درجة التهديد التي يواجهها ممر كاليه، وبالتالي فإن الجيش الخامس عشر الألماني ربما يُنقل لتعزيز النورماندي. ولهذا وكما هو الحال مع سابقتها، أعاد سترانغويز كتابة العملية في أواخر يونيو، لضمان بقاء التركيز مُسلطاً على كاليه. وفي نسخته، لم يكن رأس جسر نورماندي ناجحاً بما فيه الكفاية، وتوجب على أيزنهاور دعم الجيش الأول الأمريكى بعناصر لتعزيز جهوده. بحيث سيُعاد تكوينه من خلال التشكيلات الأمريكية التي وصلت حديثاً بغاية الإنزال في فرنسا بنهاية يوليو.

## تأثير العملية
بحلول الثامن والعشرين سبتمبر 1944 وافق الحلفاء على إنهاء عملية الخداع، والانتقال إلى الخداع العملياتي في ميدان المعركة تحت المسؤلية الكاملة لقسم عمليات (ب).
وقد تمكن الحلفاء من الحكم على مدى نجاح عملية الثبات عملياً بفضل استخبارات الإشارة (ألترا)، حيث حصلوا على معلومات استخبارية بفك الرموز والشفرات الألمانية. ففي الحادي من يونيو، جرى تفكيك بث مُشفر من هيروشي شيشيما (السفير الياباني في ألمانيا) إلى حكومته يكشف فيها عن محادثة أجراها مع هتلر حديثاً، والتي أكدت مدى فاعلية عملية الثبات. فعندما سُئل هتلر عما يدور بذهنه حول خطة الحلفاء، رد قائلاً: «أعتقد أن الهجمات المُضللة ستقع في عدد من الأماكن - من النرويج والدنمارك وجنوب غرب فرنسا إضافة إلى ساحل البحر المتوسط الفرنسي»،  مضيفًا أنه يتوقع أن تقوم قوات الحلفاء بعدها بهجوم مندفعةً عبر مضيق دوفر.
وقد أبقى الحلفاء على وجود مجموعة الجيش الأول الأمريكي والقوات الأخرى التي تهدد ممر كاليه لوقتاً طويلاً بعد اليوم-دي، وربما حتى أواخر سبتمبر 1944. فقد كان هذا أمرًا حيويًا لنجاح خطة الحلفاء، حيث أُجبر الألمان على الاحتفاظ بمعظم احتياطياتهم متأهبة في انتظار الهجوم على كاليه الذي لم يحدث نهائياً، مما سمح للحلفاء ببناء موطئ قدم ثانوى لهم في نورماندي والحفاظ عليه.
وخلال مجريات عملية الثبات، جعل الافتقار شبه الكامل للاستطلاع الجوي الألماني، إضافة إلى فُقدان عُملاء الألمان غير الخاضعين للرقابة في بريطانيا، من الخداع المادي أمراً عرضياً تقريباً. بينما أدى انعدم مصداقية «التسريبات الدبلوماسية» إلى إيقافها. نَفَذّت وسائل الاتصال اللاسلكي المزيفة إضافة إلى العُملاء الألمان المزدوجين معظم الخِدع. وأثبتت الوسيلة الأخيرة أنها أكثر أهمية إلى حد بعيد.

## أسباب نجاح العملية
نجحت العملية لعدة أسباب:
- النظرة طويلة المدى التي اتخذتها المخابرات البريطانية بتجنيد عُملاء مزدوجين كقنوات تضليل للعدو.
- استخدام ألترا لفك الرسائل المشفرة آلياً بين أبفير (الاستخبارات الألمانية) والقيادة الألمانية العليا، والتي سرعان ما أشارت إلى فاعلية تكتيكات الخداع. كانت هذه واحدة من أولى الاستخدامات المبكرة لنظام خداع الدائرة المغلقة. وكانت الرسائل تُشفَر عادة بواسطة آلات فيش (Fish) بدلاً من آلة إنجما.
- أصرّ مُساعد مدير الاستخبارات (للقسم العلمي) في وزارة الطيران البريطانية آر. في. جونز، أنه ولأسباب متعلقة بالخداع التكتيكي يجب مهاجمة محطتى رادار خارج نطاق منطقة الغزو الحقيقي بخلاف محطات الرادار المُعرضة للهجوم في نطاقها.
- الطابع المعروف لآلات الاستخبارات الألمانية، ومضاهاتها بين العناصر المختلفة.
- كان الجنرال جورج باتون أكثر قائد يخشاه الألمان، معتبرينه أفضل جنرالات الحلفاء.[27] ولذلك، ظنت القيادة الألمانية العليا أنه سيقود الهجوم.

## في العمل الروائي
- كتب كين فوليت رواية عين الإبرة (Eye of the Needle) عام 1977، وهي تحكي عن جاسوس نازي متمركز في جنوب إنجلترا يكتشف خداع الحلفاء ويُسابق لإبلاغ القيادة الألمانية عنه. والتي تحولت لاحقًا إلى فيلم يحمل نفس الاسم صدر عام 1981، من بطولة دونالد ساذرلاند.
- تنتهي رواية جاك هيغينز لقد طار النسر (The Eagle Has Flown) عام 1991 بمؤتمر بين أدولف هتلر ومسؤليْن بارزين في قيادة الاستخبارات العسكرية الألمانية (أبفير)، أحدهما رئيس الاستخبارات فيلهلم كاناريس، وبينما كان الضابطان يؤمنان بشدة بأن الحلفاء يخططون لغزو النورماندي، إلا أن هتلر أصر على الاعتقاد بأن كاليه هي الهدف المقصود.
- ركزت أيضاً رواية دانييل سيلفا جاسوس بعيد عن الشُبهة (The Unlikely Spy) الصادرة عام 1996، على محاولات الحلفاء تنفيذ عملية الثبات، بالإضافة إلى استماتة جاسوس ألماني لاكتشاف الخطط الحقيقية.
- تدور رواية كونى ويليس «التعتيم والوضوح» (Blackout & All Clear)، وهي رواية من جزئين صدرت في عام 2010، عن بعض المؤرخين المسافرين عبر الزمن الذين يدرسون أحداث معركة بريطانيا. ينتهي الأمر بأحدهم، والذي تظاهر بأنه صحفي أمريكي، بالعمل في إعداد عملية الثبات.
- تحكى الرواية الخيالية للمؤلف الأمريكي روبرت بي. ويلز عملية أوفرلورد الخفية (Overlord, Underhand) الصادرة عام 2013، عن قصة العميل المزدوج خوان بوجول (غاربو) بدءاً من الحرب الأهلية الإسبانية حتى عام 1944، وبحث دوره في نظام الاستخبارات المضادة التابعة للمكتب الخامس في الترويج لعملية الثبات للقيادة الألمانية العليا. {{رقم دولي معياري للكتاب|978-1-63068-019-0}}.
- يُصور مُسلسل تصبحين على خير، يا عزيزتى (Goodnight Sweetheart) هو مُسلسل تلفزيوني كوميدي عرضته هيئة الإذاعة البريطانية (بي بي سي)، جاري سبارو، المسافر عبر الزمن. في حلقتين من الجزء الخامس، حيث يبدو جارى، عندما يسافر إلى عام 1944، شبيهاً لأحد مُساعدي الجنرال شارل ديغول. فيجنده المكتب الخامس كمتقمص لدور هذا المساعد ويرسله إلى كاليه، كحلقة اتصال مع المقاومة الفرنسية ولكن الجستابو يقبض عليه. وكل هذا يُجري التخطيط له من أجل تعزيز خُدعة وقوع غزو في كاليه. ولحسن حظه، تمكن جاري من الهرب والعودة إلى إنجلترا.